# Zelený Raoul

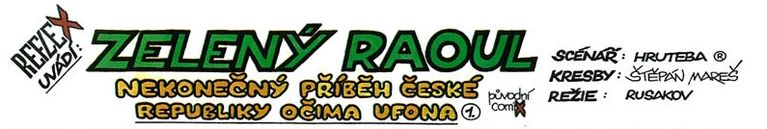
Hlavička 1. dílu Zeleného Raoula

Zelený Raoul (plným názvem Zelený Raoul aneb Nekonečný příběh České republiky očima ufona) je český komiks žánru politické satiry, který v letech 1995–2022 vycházel v týdeníku Reflex, obvykle na jeho čtvrté straně. Dění v Česku pozorovala a komentovala fiktivní postava zeleného mimozemšťana, Zeleného Raoula, tématem byly zejména činy a chování českých politiků.  Kreslířem komiksu byl Štěpán Mareš, autory scénářů HRUTEBA, což byl společný pseudonym tří redaktorů Reflexu – Dana Hrubého, Milana Tesaře a Tomáše Baldýnského. Baldýnský přestal Raoula psát v roce 2000, Hrubý při svém odchodu z Reflexu roku 2021, přesto byla nadále používána značka HRUTEBA. Teprve od dílu č. 1392 (březen 2022) byl jako scenárista uváděn pouze Tesař. První díl Zeleného Raoula vyšel v lednu 1995 na šesté straně dvojčísla Reflexu 1–2/1995, v červnu 2014 vyšel 1000. díl (Reflex, č. 26/2014) a poslední díl č. 1421 byl vydán v Reflexu č. 39/2022.
Název vymýšleli autoři ve vinohradské kavárně Demínka. Milan Tesař navrhl, že by se to mohlo jmenovat Raoul podle herce Raoula Schránila, kterého měl rád. Protože se to autorům zdálo málo, přidali ke jménu ještě přívlastek „zelený“. Prvních 12 dílů psali scenáristé společně, z toho úvodních 11 částí na sebe příběhově navazovalo. Poté se ale formát komiksu i způsob jeho tvorby změnil: jednalo o samostatné uzavřené příběhy a celý díl vždy psal jeden z trojice autorů v pevně daném pořadí.
S vydavatelem komiksu se soudili politik Karel Březina (Ústavní soud mu v roce 2010 přiřkl omluvu) a Petra Paroubková, druhá manželka Jiřího Paroubka (Ústavní soud v roce 2014 její žalobu zamítl); motivem obou žalob bylo vulgární zobrazení nahých těl, resp. pohlavního styku Karla Březiny a manželů Paroubkových v různých dílech komiksu.
Dne 25. září 2022 přišel Marešovi a Tesařovi e-mail, ve kterém jim šéfredaktor Reflexu Marek Stoniš napsal, že z důvodu vysoké ceny, nízké čtenosti a točení se v kruhu komiks Zelený Raoul končí. Poslední díl č. 1421, nazvaný „Babišova studna“, vyšel 29. září 2022 v čísle 39/2022 týdeníku Reflex.  Pro iROZHLAS následně Stoniš uvedl, že z podrobného výzkumu čtenářské spokojenosti vyšel výrazně klesající čtenářský zájem o Zeleného Raoula a že s autory redakce komunikovala dlouho a hledali cestu, jak dále s komiksem, ale nenašli ji. Podle kreslíře Štěpána Mareše tím seriál definitivně skončil, žádné jiné útočiště pro něj autoři nehledali. Uvažovali však o souborném vydání dílů, které knižně do té doby nevyšly (od č. 980), nebo výběru toho nejlepšího. Dne 30. září 2022 zveřejnil server Forum24 informaci, že v Týdeníku Forum má 6. října 2022 vyjít jako konečný díl epizoda č. 1422 „Foldyna a ruský lidojed“, kterou měli autoři v době ohlášení náhlého ukončení vydávání v Reflexu již rozpracovanou.

## Souborná vydání
- Zelený Raoul, Český spisovatel, 1996, ISBN 80-202-0611-6 (obsahuje díly č. 1–67 z let 1995–1996)
- Druhý Zelený Raoul, Wales, 1997, ISBN 80-902450-0-5 (obsahuje díly č. 68–120 z let 1996–1997)
- Třetí Zelený Raoul, Nakladatelství Lidové noviny, 1997, ISBN 80-7106-311-8 (obsahuje díly č. 121–175 z let 1997–1998)
- Čtvrtý Zelený Raoul, Nakladatelství Lidové noviny, 1998, ISBN 80-7106-316-9 (obsahuje díly č. 176–202 z roku 1998)
- Pátý Zelený Raoul, Nakladatelství Lidové noviny, 1998, ISBN 80-7106-333-9 (obsahuje díly č. 203–228 z let 1998–1999)
- Šestý Zelený Raoul, Nakladatelství Lidové noviny, 1999, ISBN 80-7106-383-5 (obsahuje díly č. 229–255 z roku 1999)
- Zelený Raoul : Deset let České republiky očima ufona, Baset, 2005, ISBN 80-7340-064-2 (obsahuje díly č. 1–517 z let 1995–2004)
- Zelený Raoul : 254 dílů z let 2005–2009, Petr Prchal, 2010, ISBN 978-80-87003-25-1 (obsahuje díly č. 518–771 z let 2005–2009)
- S opicí na Hrad : Miloš Zeman v proměnách času, Ringier Axel Springer CZ, 2013, ISBN 978-80-87033-11-1 (obsahuje vybrané díly o Miloši Zemanovi z let 1995–2013)
- Zelený Raoul : Cesta do pozadí, Olympia, 2014, ISBN 978-80-7376-360-2 (obsahuje díly č. 772–979 z let 2009–2014)